# Vietnamese dwergkruiplijster
De Vietnamese dwergkruiplijster ( Napothera pasquieri synoniem: Rimator pasquieri) is een zangvogel uit de familie Pellorneidae. De vogel werd in 1930 door twee Franse vogelkundigen beschreven. Het is een bedreigde, endemische vogelsoort in Vietnam.

## Kenmerken
De vogel is 11 tot 12 cm lang. Het is een dwergkruiplijster die bijna staartloos is. De vogel is overwegend grijsbruin met lichte en donkerbruine strepen en opvallend witte keel. Verder is de snavel opvallend lang en iets gebogen en heeft de vogel een smalle, donkere baardstreep die contrasteert met de witte keel.

## Verspreiding en leefgebied
Deze soort is endemisch in noordwestelijk Vietnam. De leefgebieden liggen in heuvelland en bergland op hoogten tussen 1220 en 2500 meter boven zeeniveau. Daar bewoont de vogel natuurlijk berglandbos met een rijke ondergroei van bamboesoorten uit het geslacht Arundinaria.

## Status
De Vietnamese dwergkruiplijster heeft een beperkt verspreidingsgebied en daardoor is de kans op uitsterven aanwezig. De grootte van de populatie is niet gekwantificeerd. Het leefgebied wordt aangetast door ontbossing waarbij natuurlijk bos wordt omgezet in gebied voor agrarisch gebruik zoals de teelt van kardemom. Om deze redenen staat deze soort als bedreigd gevoelig op de Rode Lijst van de IUCN.